# Zoltán Balczó
Zoltán Balczó (* 24. březen 1948, Nyíregyháza) je maďarský elektrotechnický inženýr, univerzitní docent, antikomunista a pravicový politik, bývalý poslanec maďarského parlamentu (1998–2002, 2010–2014), bývalý poslanec sněmu hlavního města Budapešti (1994–1998, 2002–2006) a nezařazený poslanec Evropského parlamentu za Jobbik v letech 2009–2010 a opět 2014–2019.

## Biografie

### Původ a studia
Narodil se roku 1948 v Nyíregyháze do rodiny luteránského kněze a učitelky. Základní i střední školu absolvoval v rodném městě, roku 1966 odmaturoval na Vasvári Pál Gimnázium. V roce 1971 získal diplom na elektrotechnické fakultě na Budapesti Műszaki Egyetem (BME).

### Zaměstnání
Mezi lety 1971 až 1975 pracoval jako inženýr plánování u Erőmű- és Hálózattervező Vállalat. Od roku 1975 pracuje vysokoškolský docent na Elektrotechnické fakultě Kálmána Kándó na Starobudínské univerzitě (Óbudai Egyetem) v Budapešti, starším názvem: Kandó Kálmán Műszaki Főiskola, Budapesti Műszaki Főiskola.

### Soukromý život
Má sestry Edit a Ildikó. Jeho starší bratr András Balczó (* 1938) je maďarský olympijský vítěz v moderním pětiboji. Je ženatý, jeho manželka pracuje jako právnička. Mají spolu dvě děti: Mátyás, Dorottya. Hovoří maďarsky a anglicky.

## Politická kariéra
V roce 1992 vstoupil do Maďarského demokratického fóra (MDF), ze kterého vystoupil o rok později při odštěpení Strany maďarské spravedlnosti a život (MIÉP), za kterou byl ve volbách 1998 zvolen za poslance parlamentu. V letech 2002 až 2006 byl poslancem shromáždění hlavního města Budapešti. V říjnu 2003 vstoupil do Hnutí za lepší Maďarsko (Jobbik), za které v roce 2009 kandidoval na 2. místě ve volbách do EP a byl zvolen europoslance s mandátem do roku 2014. V roce 2010 však z tohoto postu odstoupil, neboť byl mezitím zvolen poslancem maďarského Zemského shromáždění. Ve parlamentních volbách na jaře 2014 byl znovu zvolen poslancem národního parlamentu. Ve volbách do EP v létě 2014 kandidoval za Jobbik na 2. místě, byl zvolen europoslancem s mandátem do roku 2019. Byl členem Výboru pro životní prostředí, veřejné zdraví a bezpečnost potravin a Delegace v Parlamentním výboru pro stabilizaci a přidružení EU-Srbsko.